# Челыкино
Челыкино (мар. Чолемсола) — упразднённая деревня в Волжском районе Республики Марий Эл (Россия). Входила в состав Эмековского сельского поселения. В 2023 году включена в состав села Эмеково.

## География
Находится в 4 километрах (4,5 км по автодорогам) к востоку от центра поселения — села Эмеково. Расстояние по автодорогам до Волжска — 22 км на юго-запад. По данным И. С. Галкина и О. П. Воронцовой, название Чолемсола образовано от собственного имени Чолем.

## История
По легенде, раньше в этих местах был непроходимый лес. Несколько марийцев переселились на место нынешней деревни, построили себе жильё отдельно, но потом стали объединяться.
Обозначена на карте конца XVIII века как деревня Азакбеляк.
В «Списке населённых мест Российской империи», изданном в 1866 году, населённый пункт упомянут как казённая деревня Азяк-Беляк 2-го стана Чебоксарского уезда Казанской губернии, при болоте, расположенная в 96 верстах от уездного города Чебоксары. В деревне насчитывалось 9 дворов и 67 жителей (30 мужчин и 37 женщин).
В 1886 году околоток Челыкин входил в состав Помарской волости Чебоксарского уезда. В 1907 году в деревне Челыкино проживало 136 человек, марийцы.
В 1923 году в деревне Челыкино Помарской волости Краснококшайского кантона находилось 36 дворов, проживали 230 человек.
В 1931 году во время коллективизации насчитывалось 35 домов и 175 жителей. Из них 10 хозяйств организовали колхоз «Дружный». За два года все жители деревни стали колхозниками. Люди работали хорошо и получали богатые урожаи. В деревне построили конюшню, коровник, склады, кузницу, ток, здание правления, государство помогло приобрести сельхозинвентарь.
Накануне войны колхоз переименовали в «Новый путь». В него входили также жители деревни Елагино. В 1940 году в состав колхоза входило 269 человек. В двух колхозных конюшнях содержалось 45 лошадей, в свинарнике — 49 свиней, в овчарне — 28 овец. В колхозном стаде также находились 13 голов КРС, 35 голов птицы и 20 пчелосемей. В колхозе работали мельница, маслобойка, 2 крупорушки. Поля колхозники обрабатывали молотилкой, сеялкой, жаткой, лобогрейкой, 37 конными плугами, 3 боронами, зерновой сортировкой, веялкой, соломорезкой. Грузы перевозили на 29 телегах и 37 санях. В колхозе находились 2 зернохранилища, 3 картофелехранилища, 2 риги, крытый ток, 2 силосные башни.
Во время войны 39 человек ушло на фронт, из них вернулось 17. После войны 3-я бригада (дер. Елагино) вышла из колхоза и организовала отдельный колхоз. В 1953 году колхоз «Новый путь» вошёл в состав укрупнённого колхоза «Новая жизнь» (с 1970 года — совхоз «Эмековский») с центром в селе Эмеково.
В 1980 году в деревне Челыкино Эмековского сельсовета Волжского района имелось 45 хозяйств, проживали 54 мужчины и 69 женщин, большинство составляли марийцы.
Было электричество, газ, водопроводная вода. Из 45 домов 30 были дореволюционной постройки.
В 1989 году к деревне проложена асфальтовая дорога и открыто автобусное сообщение с городом Волжск.

## Население
| 2002 | 2010 |
| ---- | ---- |
| 60   | ↘40  |

В 2003 году по данным текущего учёта в деревне проживал 71 человек в 46 дворах, согласно переписи 2002 года — 60 человек (31 мужчина, 29 женщин, марийцы — 100 %). По переписи 2010 года — 40 человек (21 мужчина, 19 женщин).

## Инфраструктура
Около деревни Челыкино находятся поля ГУП «Совхоз „Эмековский“», откормочная ферма КРС, картофелехранилище; в 1 км от деревни находится лес Алексеевского лесхоза. Жители деревни в основном работают в посёлке Приволжский и на предприятиях городов Волжска, Зеленодольска и Казани. В деревне Челыкино в основном проживают люди пенсионного возраста. Почти во всех хозяйствах содержат домашний скот, занимаются выращиванием картофеля и овощей. Есть радио, телевизор, водопровод. В деревне 5 кирпичных домов, остальные — бревенчатые; по деревне проходит грунтовая дорога.